# FC Academia Chișinău
O FC Academia Chișinău é um clube de futebol com sede em Chișinău, Moldávia. A equipe compete no Campeonato Moldavo de Futebol.

## História
O clube foi fundado em 2006.